# 海因茨·冯·福斯特
海因茨·冯·福斯特（德語：Heinz von Förster，1911年11月13日—2002年10月2日）是一位奥地利裔的美国科学家，与諾伯特·維納、沃伦·麦卡洛克、约翰·冯·诺伊曼、劳伦斯·J·福格尔等人一起创立了控制论。